# Blackout (Britney-Spears-Album)
Blackout ist das fünfte Studioalbum der US-amerikanischen Pop-Sängerin Britney Spears. Es erschien am 25. Oktober 2007 in Europa und am 29. Oktober 2007 in den USA, jeweils auf dem Label Jive Records. Es wird den Genres Dance, Popmusik, Electro und R ’n’ B zugerechnet. Blackout wurde bei den MTV Europe Music Awards 2008 zum „Album des Jahres“ 2008 gewählt.

## Musikstil und Kritik
Blackout wurde von den meisten Kritikern durchweg positiv aufgenommen und als eindeutige Weiterentwicklung der Künstlerin gewertet. Einige Kritiken lobten es sogar als Spears bestes Studioalbum. Das Album wartet mit hauptsächlich tanzbaren Disco-Songs auf und enthält nur eine R-’n’-B-Ballade. In Frage gestellt wurde allerdings, inwieweit Spears selbst für die Songs verantwortlich war, da sie nur an zwei Texten mitschrieb. Kritiker äußerten in diesem Zusammenhang, dass die Songs auch von jeder halbwegs professionellen Sängerin hätten gesungen werden können. Trotzdem erhielt es doch überwiegend positive Kritiken.
Von den Fans wurde das Album ebenfalls unterschiedlich aufgenommen. Die meisten sind der Meinung, dass es sich um eine Weiterentwicklung handelt. Von Fans und ehemaligen Angestellten von Spears wurde jedoch die Kampagne Proactive to Help ins Leben gerufen, die die Fans auffordert, das Album nicht zu kaufen, bis Spears ihr Privatleben zum Positiven ändert.
Blackout wurde 2007 vom Rolling Stone Magazine auf Platz fünfzig in ihrer jährlichen Veröffentlichung der Top-50-Alben gelistet. Später wurde es in einer Leserwahl auf Platz sieben der besten Alben der 2000er Jahre gewählt. Im November 2009 bezeichnete The Times Blackout als das fünftbeste Album der Dekade. 2011 nannte es der Rolling Stone „das möglicherweise einflussreichste Album der letzten fünf Jahre“.

## Promotion
Das Album wurde in den Medien als Comeback-Versuch der Sängerin gewertet. Die Sängerin selbst machte, bis auf ihren MTV-Video-Music-Awards-Auftritt, keinerlei Werbung für das Album, da sie sich während der Veröffentlichungszeit mitten im Sorgerechtsstreit um ihre beiden Kinder befand. Trotzdem war es eins der am meisten erwarteten Alben im Jahr 2007. Die Plattenfirma selbst warb stark für das Album, so wurden unter anderem mehrere Werbespots und Werbefotos veröffentlicht.

## Kommerzieller Erfolg
Auch wenn Spears’ fünftes Studioalbum aufgrund einer Reform des Billboard-200-Systems nicht wie seine Vorgänger in den USA auf Anhieb Platz 1 der US-Charts erreichte und sie somit ihren Rekord nicht weiter ausbauen konnte (als einzige Künstlerin die ersten vier Studioalben hintereinander auf Platz 1), konnte die Sängerin einen neuen Rekord im Musikmarkt aufstellen: Kein Album einer Künstlerin verkaufte sich zuvor in der ersten Woche online durch digitale Verkäufe mehr als Blackout.
Mit 124.000 verkauften Exemplaren allein am ersten Tag in den USA sah es zunächst so aus, als würde Blackout auf Anhieb die Spitzenposition der Album-Charts einnehmen. Da jedoch kurz davor das System der Billboard 200 verändert worden war, konnten sich die Eagles mit ihrem neuen Album, welches sich in der ersten Woche 305.000 Mal verkaufte (da Doppelalbum als 710.000 gezählt), an die Spitze setzen, da es nur in einem Geschäft angeboten wird, welches offiziell nicht relevant für die Charts ist (WalMart). Blackout stieg mit 290.000 verkauften Exemplaren in der ersten Woche daher auf Platz 2 ein. Spears war somit die einzige Künstlerin, die es mit den ersten fünf Studioalben hintereinander in die Top 2 der US-Album-Charts schaffte. Der Rekord wurde 2014 von Beyoncé gebrochen, welche die erste Künstlerin ist, die mit den ersten Fünf Alben Platz 1 der US-Charts erreichte. Auch weltweit konnte das Album guten Platzierungen vorzeigen. Platz 1 u. a. in Kanada und Irland; Platz 2 in Großbritannien, Frankreich und Japan sowie Top-Ten-Platzierungen in Australien, der Schweiz, Korea, Griechenland, Österreich, Italien, Dänemark, Neuseeland, Belgien und Deutschland. Blackout konnte sich in der ersten Woche nach Veröffentlichung weltweit über 400.000 Mal verkaufen.
Bis zum Jahresende 2007 konnte Blackout weltweit 2 Millionen Exemplare absetzen. Aufgrund gänzlich fehlender Promotion konnte das Album jedoch die anfänglichen guten Absatzzahlen nicht lange halten. Bis November 2008 wurden 3,1 Millionen Exemplare verkauft.

## Auszeichnungen
Das Comeback-Album Blackout wurde bereits 2007 für Preisverleihungen im Jahr 2008 in den USA und Europa nominiert. Die bedeutendsten Auszeichnungen sind dabei die drei der MTV Video Music Awards 2008 sowie die zwei der MTV Europe Music Awards 2008.
| Jahr | Award Show                     | Award                            | Ergebnis  |
| ---- | ------------------------------ | -------------------------------- | --------- |
| 2007 | Billboard Readers’ Choice      | Album of the Year                | gewonnen  |
| 2007 | Virgin Media Music Awards 2007 | Album of the Year                | 3. Platz  |
| 2008 | NRJ Music Awards 2008          | Best International Album         | gewonnen  |
| 2008 | Hit Music Awards 2008          | Best International Album         | gewonnen  |
| 2008 | Hit Music Awards 2008          | Best International Female Artist | gewonnen  |
| 2008 | Hit Music Awards 2008          | Best Song (Gimme More)           | gewonnen  |
| 2008 | Imperio Music Awards           | Album of the Year (Blackout)     | gewonnen  |
| 2008 | Imperio Music Awards           | Best Female Video (Gimme More)   | gewonnen  |
| 2008 | Imperio Music Awards           | Sexiest Video (Gimme More)       | gewonnen  |
| 2008 | MTV Video Music Awards 2008    | Best Female Video (Piece of Me)  | gewonnen  |
| 2008 | MTV Video Music Awards 2008    | Best Pop Video (Piece of Me)     | gewonnen  |
| 2008 | MTV Video Music Awards 2008    | Video of the Year (Piece of Me)  | gewonnen  |
| 2008 | MTV Europe Music Awards 2008   | Bester Act 2008                  | gewonnen  |
| 2008 | MTV Europe Music Awards 2008   | Album des Jahres (Blackout)      | gewonnen  |
| 2008 | MTV Europe Music Awards 2008   | Bester Act aller Zeiten          | nominiert |

## Besonderheiten
- Das Label verklagte den Internetklatschkolumnisten Perez Hilton, weil dieser mehrere Songs schon vor Veröffentlichung illegal ins Internet stellte.[24]
- Große Spekulationen gab es im Vorfeld über den Namen des Albums. So wurden auf der offiziellen Website der Künstlerin den Fans Vorschläge gemacht, aus denen sie wählen sollten. Unter anderem standen die Titel What If the Joke Is on You, Integrity, Down Boy sowie Dignity zur Auswahl. Am Ende entschied sich die Plattenfirma selbst für Blackout, was sich aber nicht auf die Skandale der letzten Monate bezieht, sondern dafür stehen soll, Negativität auszugrenzen und das Leben zu genießen.
- In Großbritannien übertraf Blackout den Erfolg des Vorgängers In the Zone bei weitem, da dieser es nur bis auf Platz 13 schaffte und Blackout direkt auf Platz 2 einstieg.
- Die Lieder Piece of Me, Radar und Break the Ice sind im November 2007 nur durch hohe Downloads in die US-amerikanischen Billboard Charts eingestiegen, lediglich Piece of Me wurde kurz danach offiziell als (zweite) Single aus Blackout veröffentlicht. Genauso schaffte es der Bonus-Track Everybody nur durch hohe Downloads in die kanadischen Top 100.
- Die Kosten vom Video zur zweiten Single Piece of Me betrugen 500.000 US-Dollar.[25]
- Break the Ice erschien als dritte Singleauskopplung aus dem Album, in Deutschland ist die Single am 2. Mai 2008 veröffentlicht worden.[26] Dabei ist der dazugehörige Videoclip komplett animiert.
- Radar stieg ohne offizielle Veröffentlichung, nur durch Downloads, bis auf Platz 8 der schwedischen Charts.[27]
- Mit Piece of Me gewann Spears 2008 nach 16 Nominierungen in den Vorjahren ihre ersten drei Moonmen der MTV Video Music Awards.

## Titelliste
1. Gimme More (Nate Hills, James Washington, Keri Hilson, Marcella Araica) – 4:11
2. Piece of Me (Christian Karlsson, Pontus Winnberg, West Douldin, Klas Åhlund) – 3:32
3. Radar (Christian Karlsson, Pontus Winnberg, Henrik Jonback, Balewa Muhammad, Candice Nelson, Ezekiel Lewis, Patrick Smith) – 3:49
4. Break the Ice (Nate Hills, James Washington, Keri Hilson, Marcella Araica) – 3:16
5. Heaven on Earth (Michael McGroarty, Nick Huntington, Nicole Morier) – 4:53
6. Get Naked (I Got a Plan) (Corte Ellis, Nate Hills, Marcella Araica) – 4:45
7. Freakshow (Christian Karlsson, Pontus Winnberg, Henrik Jonback, Ezekiel Lewis, Patrick Smith, Britney Spears) – 2:55
8. Toy Soldier (Christian Karlsson, Pontus Winnberg, Magnus Wallbert, Sean Garrett) – 3:22
9. Hot as Ice (T-Pain, Hills, Marcella Araica) – 3:17
10. Ooh Ooh Baby (DioGuardi, Fredwreck Nasser, Eric Coomes, Britney Spears) – 3:28
11. Perfect Lover (Nate Hills, James Washington, Keri Hilson, Marcella Araica) – 3:03
12. Why Should I Be Sad (Pharrell Williams) – 3:10

Bonustracks
1. Outta This World – 3:33 (US- und Japan-Bonustrack)
2. Everybody – 3:18 (iTunes-Bonustrack)
3. Get Back – 3:51 (iTunes-Bonustrack)
4. Gimme More (Paul Oakenfold Remix) – 6:08
5. Gimme More (Junkie XL Dub) – 4:59

## Singleauskopplungen

### Gimme More
Die erste Singleauskopplung aus Blackout war Gimme More, ein Dance-Song, der u. a. von Keri Hilson geschrieben und von Danja produziert wurde und in Deutschland am 26. Oktober veröffentlicht wurde. Mit diesem Song trat Spears auch bei den MTV Video Music Awards auf. In den US-Single-Charts erreichte Gimme More Platz 3 und war bis zu diesem Zeitpunkt Spears’ erfolgreichste Single in den USA seit der Debütsingle … Baby One More Time.

### Piece of Me
Als zweite Single aus Blackout wurde Piece of Me ausgekoppelt. In dem Song verarbeitet Spears ihre Beziehung zu den Medien und ihrer frühen Prominenz. So heißt eine Zeile: “I’m Miss American Dream since I was seventeen.”, was so viel bedeutet wie: „Ich bin der amerikanische Traum, seit ich siebzehn war.“ Produziert und geschrieben wurde das Lied von dem schwedischen Produzenten-Duo Bloodshy & Avant.

### Break the Ice
Am 28. März 2008 wurde schließlich Break the Ice in den USA, am 2. Mai 2008 in Deutschland als dritte und letzte Single aus Blackout veröffentlicht. Während noch Gimme More durch den VMA 2007-Auftritt vermarktet wurde und Piece of Me durch seinen textlichen Inhalt und den Video-Clip Aufmerksamkeit erhielt, fiel die Promotion bei der dritten Single komplett aus. Durch ihre damaligen privaten Probleme konnte Spears nicht mal an Dreharbeiten für einen Video-Clip teilnehmen. Schließlich wurde Robert Hales für den Clip verpflichtet, der die Regie für das komplett animierte Video übernahm, in dem Spears als Superheldin dargestellt wird.
Aufgrund der gänzlich fehlenden Promotion konnte Break the Ice nicht an den Erfolg der Vorgängersingles anknüpfen und erreichte weltweit in den Charts annähernd nur Platzierungen im Mittelfeld, z. B. #25 in Deutschland und #43 in den USA.
So entschloss sich beispielsweise Sony BMG in Großbritannien Break the Ice lediglich in kleineren Geschäften zu veröffentlichen, um die Verkäufe von Blackout anzuheben. Dies funktionierte auch, denn das Album kehrte zu dieser Zeit erneut in die Top 20 der Album-Charts zurück, während Break the Ice lediglich auf Position 15 einstieg.
Lediglich in Portugal (#2), Bulgarien (#3), Kanada (#9), Italien (#7), Irland (#7), Finnland (#8) und Israel (#8) erreichte die Single die Top Ten der jeweiligen Charts. In Dänemark erreichte das Lied Platz 13 und wurde mit Gold für über 7.500 verkaufte Exemplare ausgezeichnet.
In den USA konnte letztendlich mehr als 500.000 verkaufte Exemplare abgesetzt werden, was zu Gold-Status führte. Somit ist in den USA Blackout das erste Album von Spears, das drei Singles mit Edelmetall-Auszeichnung hervorbrachte.
Spears sang das Lied erstmals während ihrer aktuellen Las-Vegas-Show Britney: Piece of Me.

### Chartplatzierungen
| Jahr | Titel         | Höchstplatzierung, Gesamtwochen, AuszeichnungChartplatzierungen (Jahr, Titel, , Platzierungen, Wochen, Auszeichnungen, Anmerkungen) | Höchstplatzierung, Gesamtwochen, AuszeichnungChartplatzierungen (Jahr, Titel, , Platzierungen, Wochen, Auszeichnungen, Anmerkungen) | Höchstplatzierung, Gesamtwochen, AuszeichnungChartplatzierungen (Jahr, Titel, , Platzierungen, Wochen, Auszeichnungen, Anmerkungen) | Höchstplatzierung, Gesamtwochen, AuszeichnungChartplatzierungen (Jahr, Titel, , Platzierungen, Wochen, Auszeichnungen, Anmerkungen) | Höchstplatzierung, Gesamtwochen, AuszeichnungChartplatzierungen (Jahr, Titel, , Platzierungen, Wochen, Auszeichnungen, Anmerkungen) | Anmerkungen |
| Jahr | Titel         | DE | AT | CH | UK | US | Anmerkungen |
| ---- | ------------- | --- | --- | --- | --- | --- | ----------- |
| 2007 | Gimme More    | DE7 (12 Wo.)DE | AT8 (17 Wo.)AT | CH4 (21 Wo.)CH | UK3 (18 Wo.)UK | US3 (20 Wo.)US |             |
| 2008 | Piece of Me   | DE7 (23 Wo.)DE | AT6 (26 Wo.)AT | CH19 (25 Wo.)CH | UK2 (23 Wo.)UK | US18 (20 Wo.)US |             |
| 2008 | Break the Ice | DE25 (9 Wo.)DE | AT39 (9 Wo.)AT | CH63 (5 Wo.)CH | UK15 (11 Wo.)UK | US43 (17 Wo.)US |             |

## Kommerzieller Erfolg

### Chartplatzierungen
| ChartsChartplatzierungen       | Höchstplatzierung | Wochen |
| ------------------------------ | ----------------- | ------ |
| Deutschland (GfK)              | 10 (17 Wo.)       | 17     |
| Österreich (Ö3)                | 6 (13 Wo.)        | 13     |
| Schweiz (IFPI)                 | 4 (13 Wo.)        | 13     |
| Vereinigte Staaten (Billboard) | 2 (34 Wo.)        | 34     |
| Vereinigtes Königreich (OCC)   | 2 (31 Wo.)        | 31     |

| ChartsJahrescharts (2008)      | Platzierung |
| ------------------------------ | ----------- |
| Vereinigte Staaten (Billboard) | 85          |

### Auszeichnungen für Musikverkäufe
| Land/Region                  | Auszeichnungen für Musikverkäufe (Land/Region, Auszeichnung, Verkäufe) | Verkäufe  |
| ---------------------------- | ---------------------------------------------------------------------- | --------- |
| Australien (ARIA)            | Platin                                                                 | 70.000    |
| Belgien (BRMA)               | Gold                                                                   | 15.000    |
| Brasilien (PMB)              | Gold                                                                   | 30.000    |
| Deutschland (BVMI)           | Gold                                                                   | 100.000   |
| Frankreich (SNEP)            | Gold                                                                   | 75.000    |
| Irland (IRMA)                | Platin                                                                 | 15.000    |
| Japan (RIAJ)                 | Gold                                                                   | 100.000   |
| Kanada (MC)                  | 2× Platin                                                              | 200.000   |
| Polen (ZPAV)                 | Platin                                                                 | 20.000    |
| Neuseeland (RMNZ)            | Gold                                                                   | 7.500     |
| Russland (NFPF)              | 3× Platin                                                              | 60.000    |
| Ungarn (MAHASZ)              | Gold                                                                   | 3.000     |
| Vereinigte Staaten (RIAA)    | 2× Platin                                                              | 2.000.000 |
| Vereinigtes Königreich (BPI) | Platin                                                                 | 300.000   |
| Insgesamt                    | 7× Gold · 11× Platin ·                                                 | 2.995.500 |

Hauptartikel: Britney Spears/Auszeichnungen für Musikverkäufe

## Mitwirkende

### Chor und Instrumente
- Background: Jim Beanz, Robin „Robyn“ Carlsson, Jamie Lynn Spears, Kara DioGuardi, Sean Garrett, Keri Hilson, Britney Spears, Windy Wagner, Pharrell Williams, Nicole Morier, West Douldin
- Keyboard: Avant, Bloodshy, Fredwreck
- Bass & Gitarre: Klas Alund, Eric Coomes, Henrik Jonback, Fredwreck